# Papier toilette (South Park)
Ne doit pas être confondu avec Papier toilette.
Papier toilette (Toilet Paper en version originale) est le troisième épisode de la septième saison de la série animée South Park, ainsi que le 99e épisode de l'émission.

## Synopsis
Vexés d'avoir été collés par leur professeur d'arts plastiques, les enfants décident de « pécufier » sa maison, c'est-à-dire de recouvrir celle-ci de papier toilette (PQ, en langage familier). Mais les remords et les soupçons ne tardent pas à semer le trouble parmi les quatre enfants. Pendant ce temps, Barbrady fait un excès de zèle et enquête sur le « pécufiage ».